# Hypothèse amyloïde
L'hypothèse amyloïde est la théorie, formulée initialement par JA Hardy et GA Higgins en 1992, selon laquelle la maladie d'Alzheimer est causée par la présence de plaques amyloïdes dans le cerveau. Elle sert de base au développement de médicaments à l'utilité controversée comme l'aducanumab ou le solanezumab, qui ont pour objectif de réduire ces plaques, indépendamment d'une amélioration éventuelle de l'état cognitif des patients.
De nombreuses études ont cherché à déterminer dans quelle mesure un agent thérapeutique doit empêcher la production ou l'accumulation de substance amyloïde, et à quel stade de la maladie ce médicament devrait être administré. Il semble clair que le dépôt de peptides bêta-amyloïdes dans le parenchyme cérébral est crucial pour initier le processus de la maladie, mais il n'y a pas de données convaincantes pour soutenir l'idée que, une fois initié, le processus de la maladie est continuellement conduit par ou nécessite le dépôt de peptides bêta-amyloïdes. Plusieurs scénarios différents décrivent le rôle potentiel des bêta-amyloïdes dans la maladie d'Alzheimer,. De leur pertinence relative dépendra l'efficacité clinique des traitements actuels et futurs centrés sur les bêta-amyloïdes,.
Selon un article publié par l'Inserm en  2021, une fois enclenchée, la dégénérescence neurofibrillaire engendrée par l'action des plaques bêta-amyloïdes sur les protéines tau se propage à l’ensemble du cerveau indépendamment de la présence ou non de ces peptides amyloïdes[source insuffisante] .
Une enquête menée par la revue Science à la suite d'investigations du chercheur américain Matthew Schrag, publiée en juillet 2022, met en cause une publication majeure de 2006  de Sylvain Lesné et al. sur l'hypothèse amyloide et suscite dans les mois suivants tout un débat sur le lien entre  plaques amyloides et la maladie d'Alzheimer.